# Dorcadion nivosum
Dorcadion nivosum är en skalbaggsart som först beskrevs av Suvorov 1913.  Dorcadion nivosum ingår i släktet Dorcadion och familjen långhorningar.
Artens utbredningsområde är Kazakstan. Inga underarter finns listade i Catalogue of Life.